# Воробйов Яків Зіновійович
Воробйов Яків Зіновійович (5 (17) листопада 1885, Васильків — 20 вересня 1919, Курськ) — учасник революційного руху в Росії, перший голова ГубЧК (Нижній Новгород), організатор «червоного терору» в Нижньогородській губернії.

## Біографія
Яків Зіновійович Воробйов народився 5 (17) листопада 1885 р. у Василькові, Київської губернії, в єврейській сім'ї фельдшера. Справжнє ім'я — Авраам-Яків Зусєв (Воробйов), у довідниках часто називається під прізвищем матері — Кац або Коц (Григорій Коц).
Уже в юні роки, починаючи з 1902, активний учасник лівих революційних рухів, член єврейської соціалістичної організації Бунд, з 1907 — член Російської соціал-демократичної робітничої партії. У 1908 році вперше заарештований та засланий в Архангельську губернію.
Після повернення, у 1910 році, закінчив Одеську зуботехнічну школу, здобув диплом дантиста й переїхав до Нижнього Новгорода, в Канавинську слободу.

## Революція і червоний терор
Починаючи з 1916 року, активно працює над організацією більшовицького перевороту в Нижньому Новгороді. Заарештований 24 грудня 1916 року. Після Лютневої революції, 1 березня 1917 року, звільнений.
З березня працює секретарем Канавинського райкому РСДРП(б), начальник Канавинської Червоної гвардії. Делегат 6-го з'їзду РСДРП(б) влітку 1917 року.
Під час перевороту в жовтні 1917 року командував загоном Червоної гвардії, який 29 жовтня (11 листопада) роззброїв підрозділ юнкерів у Нижньому Новгороді.
Начальник політвідділу Воєнно-революційного штабу, 20 березня 1918 року очолив Нижньогородську губернську надзвичайну комісію, а після декрету про «червоний терор» у вересні 1918 року організував жорстоке знищення представників аристократії, офіцерів, представників інтелігенції та духовенства тощо. У 2009 році доведена невинність 38 осіб із 41, страченої за прямим наказом Якова Воробйова лише на підставі соціального походження.
До вересня 1919 року також працював членом Нижньогородського губвиконкому та губкому. Направлений на партійну роботу до Воронежа, але в дорозі захоплений білогвардійцями з підрозділу Збройних Сил Півдня Росії. Після з'ясування особи Якова Воробйова було вбито.

## Сім'я
Дружина Я. З. Воробйова, Роза Гриншпун, член Канавинського відділення РСДРП(б), скарбник партійного комітету (1916–1917).

## Відзнаки
Після смерті Якова Воробйова і до 1990-х років Мала Покровська вулиця в Нижньому Новгороді, на якій розміщався будинок ГубЧК, була перейменована на вулицю Воробйова (Воробйовську вулицю).